# Louis-Gaston Mayila
Louis-Gaston Mayila (Boungounga, 25 gennaio 1947 – Berck, 4 febbraio 2025) è stato un politico gabonese, a partire dal 1980 più volte ministro sotto il governo del presidente Omar Bongo e presidente del partito politico gabonese UPRN (Unione per la nuova Repubblica), fondato nel 2007.